# Simpatizante LGBT
Simpatizante LGBT (em inglês:  gay-friendly ou straight ally, hétero aliado(a), ou GLS-amigável), aliado/a LGBT ou pró-LGBT é um termo usado para referir-se a lugares, políticas, pessoas ou instituições que procuram ativamente a criação de um ambiente confortável para as pessoas LGBTI.
Este termo é o produto da implementação de direitos LGBTI e da aceitação de políticas de igualdade em lugares de trabalho e escolas, assim como também da identificação do coletivo LGBTI como um grupo distintivo de consumidores nos negócios.

## Lugares
Entre as cidades que são conhecidas em todo o mundo como sendo gay-friendly estão São Francisco, Seattle, Tel Aviv, Nova York, Sydney, Rio de Janeiro, Melbourne, Paris, Puerto Vallarta, Chicago, Brighton, Amsterdã, Buenos Aires, Montería, Londres, Copenhague, Berlim, entre outros.
A The Advocate publica uma lista periódica das cidades mais simpatizantes LGBTQ+ nos Estados Unidos que inclui cidades como Minneapolis, Albuquerque, San Diego, Austin e várias outras com base na aprovação de leis de casamento igualitário, o número de casais do mesmo sexo, entre outros qualificadores.

## Negócios
Muitas empresas já se identificam como gay-friendly, permitindo uma base de funcionários e clientes mais diversificada. A Human Rights Campaign trabalha para conseguir a igualdade para pessoas LGBT e publica uma lista das empresas em relação a questões relativas ao tema. Entre as empresas que se destacam por ambientes de trabalho gay-friendly estão a Dell e a The Coca-Cola Company. Empresas como a R Family Vacations, Manspray, Volkswagen, Ginch Gonch e Egotour, além de inúmeras outras, oferecem produtos e serviços específicos para o nicho de clientes LGBT. Outras, como a LOT Polish Airlines envia a mensagem aos usuários gays e oferece viagens para os principais destinos gays com uma bandeira arco-íris. Estudos têm demonstrado que as comunidades LGBT tendem a favorecer empresas gay-friendly, mesmo que o custo de um determinado produto ou serviço seja superior.